# Heavy Hitters
Heavy Hitters è un album di cover del Michael Schenker Group, uscito nel 2005 per l'etichetta discografica Deadline Records.

## Tracce
1. All Shook Up (Blackwell, Presley) 4:21 (Elvis Presley Cover)
2. Blood of the Sun (Collins, Collins, Pappalardi) 3:52 (Mountain Cover)
3. Doctor Doctor (Mogg, Schenker) 6:07 (UFO Cover)
4. War Pigs (Butler, Iommi, Osbourne, Ward) 7:24 (Black Sabbath Cover)
5. I'm Not Talking (Allison) 4:10 (Mose Allison Cover)
6. Money (Waters) 6:04 (Pink Floyd Cover)
7. Out in the Fields (Moore) 3:54 (Gary Moore Cover)
8. Hair of the Dog (Agnew, Charlton, McCafferty, Sweet) 4:11 (Nazareth Cover)
9. I Don't Live Today (Hendrix) 4:25 (Jimi Hendrix Cover)
10. Politician (Brown, Bruce) 5:10 (Cream Cover)

## Formazione
- Michael Schenker - chitarra solista e ritmica
- Joe Lynn Turner - voce nella traccia 1
- Leslie West - voce nella traccia 2
- Jeff Scott Soto - voce nella traccia 3
- Tim Ripper Owens - voce nella traccia 4
- Mark Slaughter - voce nella traccia 5
- Tommy Shaw - voce nella traccia 6
- Gary Barden - voce nella traccia 7
- Paul Di'Anno - voce nella traccia 8
- Sebastian Bach - voce nella traccia 9
- Jeff Pilson - voce nella traccia 10, basso nelle tracce 1-5-10
- Bob Kulick - chitarra ritmica
- Rudy Sarzo Basso nella traccia 2
- Marco Mendoza - basso nella traccia 3
- Mike Inez - basso nella traccia 4
- Tony Levin - basso nella traccia 6
- Chuck Wright - basso nella traccia 7
- Phil Soussan - basso nella traccia 8
- Tony Franklin - basso nella traccia 9
- Aynsley Dunbar - batteria nelle tracce 1-4-5
- Simon Wright - batteria nella traccia 2
- Brett Chassen - batteria nelle tracce 3-7-10
- Mike Baird - batteria nella traccia 6
- Vinnie Appice - batteria nella traccia 8
- Eric Singer - batteria nella traccia 9
- Edgar Winter Sassofono nella traccia 6